# Ramusella sensiclavata
Ramusella sensiclavata är en kvalsterart som först beskrevs av Kardar 1976.  Ramusella sensiclavata ingår i släktet Ramusella och familjen Oppiidae. Inga underarter finns listade i Catalogue of Life.